# Miami Dolphins
Die Miami Dolphins sind ein American-Football-Team der US-amerikanischen Profiliga National Football League (NFL) aus Miami, Florida. Sie sind nach den Delfinen benannt, die die Küstengewässer von Florida bewohnen. Die Teamfarben sind seit jeher Aqua und Orange, eine Farbkombination, die in der Welt des professionellen US-Sports einmalig ist.
Sie gehören gemeinsam mit den Buffalo Bills, den New England Patriots und den New York Jets der East Division innerhalb der American Football Conference (AFC) an. Von der Gründung im Jahr 1965 bzw. ihrer ersten Saison 1966 bis zum Umzug in das Joe Robbie Stadium 1987 spielten sie im Orange Bowl Stadium in Downtown Miami. Der Besitzer des Teams ist seit 2009 Stephen Ross, dem auch das aktuell den Namen Hard Rock Stadium tragende Stadion der Mannschaft gehört. Ebenfalls ab 2009 waren Gloria Estefan, Emilio Estefan, Marc Anthony, Serena Williams, Venus Williams und Fergie prominente Mitbesitzer im Rahmen eines unbekannten Minderheitsanteils. Vorherige Eigentümer waren der 1990 verstorbene Gründer Joe Robbie sowie zwischen 1994 und 2008 Wayne Huizenga. Laut dem Forbes Magazine sind die Dolphins mit einem geschätzten Wert von 4,6 Milliarden US-Dollar das 13.-wertvollste Franchise der NFL (Stand: 22. August 2022).
Die Dolphins spielten ursprünglich in der American Football League (AFL) und kamen nach deren Auflösung im Jahr 1970 in die NFL. Nachdem sie 1971 gegen die Dallas Cowboys (Super Bowl VI) verloren hatten, gelang den Dolphins 1972 als erstem, und bisher einzigem, Team der NFL eine ausschließlich aus Siegen bestehende „Perfect Season“ (Super Bowl VII gegen die Washington Redskins) sowie 1973 eine erfolgreiche Titelverteidigung (Super Bowl VIII gegen die Minnesota Vikings). 1982 wurden sie im Finale von den Washington Redskins geschlagen (Super Bowl XVII), wodurch ihnen – genau wie 1984 (Super Bowl XIX gegen die San Francisco 49ers) – ein weiterer Titelgewinn bisher verwehrt blieb.

## Geschichte
Kein Footballteam stieg jemals derart schnell vom Newcomer zum Dominator auf wie die Miami Dolphins. Innerhalb von nur sechs Jahren entwickelte sich das Franchise vom Expansionsteam zum unschlagbaren Liga-Primus. 1970 übernahm Don Shula das Traineramt und bereits 1972 gelang den Dolphins als bisher einzigem Team in der NFL-Geschichte eine „Perfect Season“, eine Saison ohne Niederlage oder Unentschieden. Unter der insgesamt 26-jährigen Führung von Shula endeten nur zwei Spielzeiten mit einer negativen Bilanz. Ab 1983 prägte neben Shula vor allem ein neuer Quarterback die Mannschaft. Mit Dan Marino wurde ein junger Spielmacher verpflichtet, der sich anschickte die Rekordbücher der National Football League (NFL) umzuschreiben. Nachdem Coach Shula 1995 seinen Hut genommen hatte und 1999 auch „Dan the Man“ seinen Rücktritt erklärte, versanken die Dolphins im grauen Mittelmaß der Liga und versuchen seit nunmehr über 20 Jahren verzweifelt an die glorreichen Zeiten anzuknüpfen.

### Die Anfangsjahre in der AFL (1966–1970)
Am 16. August 1965 sprach die American Football League (AFL) dem Rechtsanwalt Joe Robbie und dem Fernsehstar Danny Thomas für 7,5 Millionen US-Dollar das erste Expansionfranchise in der noch jungen Ligageschichte zu, wobei der Schauspieler seine Anteile schon kurze Zeit später an Robbie abtrat. Um einen Namen für das neue Team in Miami zu finden, wurde eine große Fanabstimmung durchgeführt, aus der schließlich der Siegername Dolphins hervorging. Als ersten Trainer präsentierte man den NFL-erfahrenen George Wilson, der die Detroit Lions acht Jahre lang betreut und 1957 sogar zur Meisterschaft geführt hatte. Sportlich erwischten die Dolphins einen Traumstart, als Runningback Joe Auer den Eröffnungs-Kickoff in ihrem ersten regulären AFL-Spiel 95 Yards zum Touchdown zurücktrug. Die Partie gegen die Oakland Raiders ging am Ende dennoch mit 14:23 verloren und machte deutlich, dass das neugegründete Team aus Südflorida erwartungsgemäß vor einer schweren ersten Saison stand. Letztendlich gelangen den Dolphins drei Siege in ihrer Auftaktsaison, die sie auf dem letzten Platz in der Eastern Division abschlossen.
Auch die folgenden drei Jahre unter Wilson waren nicht sehr erfolgreich und endeten allesamt mit einer negativen Saisonbilanz. Insgesamt konnten die Dolphins in den ersten vier Spielzeiten gerade einmal 15 Siege verbuchen. Trotzdem wurde während dieser Zeit der Grundstein für ihre spätere Dominanz gelegt. So angelte man sich im NFL Draft 1967 Quarterback Bob Griese und nur ein Jahr später Runningback Larry Csonka. Im Jahr 1969 stießen dann Guard Larry Little, der von den San Diego Chargers nach Florida wechselte und Linebacker Nick Buoniconti, der ebenfalls per Trade von den Boston Patriots verpflichtet wurde, neu zum Team. Und schließlich kam mit Don Shula ein neuer Head Coach von den Baltimore Colts nach Miami, welcher aus einer Mannschaft von Verlierern ein Siegerteam machte.
Nach dem Zusammenschluss von American Football League (AFL) und National Football League (NFL) spielten die Miami Dolphins ab 1970 zusammen mit den bisherigen AFL-Teams Boston Patriots, Buffalo Bills und New York Jets sowie dem NFL-Team Baltimore Colts in der East Division der neugegründeten American Football Conference (AFC). Bereits in der ersten Saison mit Shula an der Seitenlinie trug dessen harte Arbeit erste Früchte und Miami verbesserte sich auf eine 10-4-Bilanz, womit sich das Franchise erstmals für die Playoffs qualifizieren konnte. Dort verloren sie aber mit 14:21 bei den Oakland Raiders.

### „Perfect Season“ und Super Bowls (1971–1974)
In der Saison 1971 sicherten sich die Dolphins ihren ersten AFC-East-Titel. Fullback Larry Csonka erreichte als erster Spieler der Dolphins mehr als 1.000 Rushing-Yards in einer Saison. Eine Woche später gewann Miami die mit 82 Minuten und 40 Sekunden bis heute längste Partie in der NFL-Geschichte mit 27:24 bei den Kansas City Chiefs. Das historische AFC Divisional Playoff Game markierte gleichzeitig den ersten Post-Season-Sieg in der Franchisehistorie der Dolphins, welchen der in Zypern geborene Kicker Garo Yepremian mit einem Field Goal in der zweiten Verlängerung sicherstellte. Angeführt von Csonka, Quarterback Griese, Runningback Jim Kiick sowie Wide Receiver Paul Warfield sicherte sich das Team anschließend seine erste AFC-Meisterschaft mit einem 21:0 über die Baltimore Colts und zog in den Super Bowl VI ein. Dort war man aber wie erwartet im gesamten Spiel unterlegen und verlor das Duell mit den Dallas Cowboys am 16. Januar 1972 im Tulane Stadium in New Orleans, Louisiana deutlich mit 3:24.

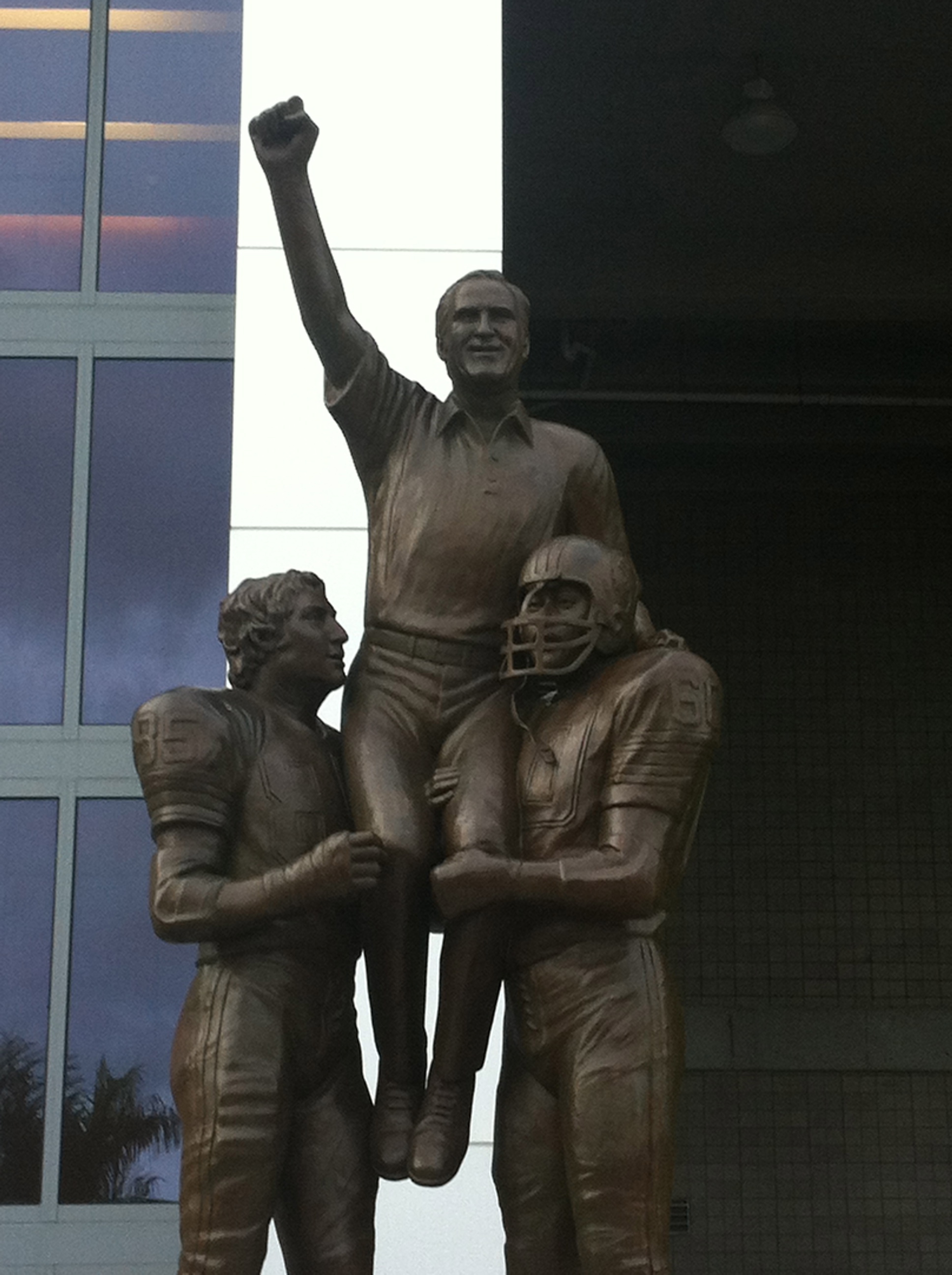
Eine Statue zeigt Don Shula nach dem Super Bowl 1972

1972 gelang den Miami Dolphins die erste und bis heute einzige „Perfect Season“ in der NFL-Geschichte. Sie gewannen alle 14 Saisonspiele, zwei Playoffpartien und krönten die Spielzeit schließlich mit einem 14:7-Erfolg gegen die Washington Redskins im Super Bowl VII, ausgetragen am 16. Januar 1973 im Los Angeles Memorial Coloseum in Los Angeles, California. Nachdem sich Bob Griese im Spiel gegen die San Diego Chargers verletzt hatte, musste er für den Rest der Regular Season von Veteran Earl Morrall ersetzt werden. Morrall erhielt am Ende der Saison als erster NFL-Spieler überhaupt die neu eingeführte Ehrung als NFL Comeback Player of the Year. Erst im AFC Championship Game bei den Pittsburgh Steelers kehrte Starter Griese während des dritten Viertels aufs Spielfeld zurück und führte die Dolphins zu einem 21:17, womit das Team erneut als AFC-Champion in das NFL-Finale einzog. In der regulären Saison erliefen die zwei Runningbacks Larry Csonka und Mercury Morris als erste Mannschaftskameraden jeweils mehr als 1.000 Yards in einer Saison. In der Offensive Line standen spätere „Hall of Famer“ wie Jim Langer und Larry Little sowie die Pro Bowler Bob Kuechenberg und Norm Evans. Die in dem Jahr beste Verteidigung der NFL, bekannt als „No-Name-Defense“, wurde angeführt von Linebacker Nick Buoniconti, Defensive End Bill Stanfill, Nose Tackle Manny Fernandez sowie den beiden Safeties Dick Anderson und Jake Scott.
Die Dolphins beendeten die reguläre Saison 1973 mit einer 12:2-Bilanz und stellten mit 24:2 Siegen innerhalb von zwei Spielzeiten den besten Rekord eines NFL-Teams aller Zeiten auf. Im AFC Championship Game besiegten sie die Oakland Raiders mit 27:10 und gewannen damit als erstes Team zum dritten Mal hintereinander die Meisterschaft in der AFC. Anschließend standen sie, ebenfalls als erste NFL-Mannschaft, zum dritten Mal in Folge im Finale, wo sie ihren Erfolg vom Vorjahr wiederholen konnten und am 13. Januar 1974 im Rice Stadium in Houston, Texas mit einem 24:7 gegen die Minnesota Vikings im Super Bowl VIII erneut NFL-Champions wurden. Nur eine Woche später kickte Garo Yepremian im Pro Bowl im Arrowhead Stadium in Kansas City, Missouri fünf Field Goals, unter anderem das entscheidende zum 15:13-Sieg, und wurde als erster Dolphins-Spieler zum wertvollsten Spieler (Pro Bowl MVP) des All-Star Games der National Football League (NFL) gewählt.
In der Saison 1974 erreichten die Dolphins mit einer Bilanz von elf Siegen und drei Niederlagen als AFC-East-Champion erneut die Post Season, verloren aber in den Divisional Playoffs das als „The Sea of Hands“-Game in die NFL-Historie eingegangene Spiel mit 26:28 bei den Oakland Raiders. Diese herbe Niederlage, die Don Shula als die wohl schlimmste in seiner Trainerkarriere bezeichnete, markierte das Ende der Dolphins-Dynastie. Das Team erreichte danach nie mehr dieses Niveau und es sollte acht Jahre dauern, bis man wieder ein Play-off-Spiel gewinnen konnte.

### Nach den Meisterschaften (1975–1982)
Nach dieser großen Enttäuschung verloren die Dolphins mit Larry Csonka, Paul Warfield und Jim Kiick drei ihrer wichtigsten Spieler, die sich allesamt der neugegründeten World Football League (WFL) anschlossen. Dank der herausragenden Leistungen von Bob Griese und Wide Receiver Nat Moore gewann Miami 1975 zwar zehn Saisonspiele, verpasste aber die Playoffs, da man den direkten Vergleich gegen die Baltimore Colts verloren hatte. Mit nur sechs Siegen und acht Niederlagen mussten die Dolphins im Jahr 1976 ihre erste negative Saisonbilanz unter Coach Shula und seit der Fusion von NFL und AFL verbuchen, was zu einigen Veränderungen innerhalb der Mannschaft führte. Shula bildete um den Linebacker A.J. Duhe und die Defensive Linemen Bob Baumhower und Doug Betters eine neue starke Verteidigung und bereits 1977 konnten die Dolphins wieder zehn Siege erringen. Trotzdem verloren sie am Ende den Divisiontitel und damit einen Playoff-Platz wiederum an die Baltimore Colts. 1978 verpasste Griese die ersten sieben Saisonspiele aufgrund einer Knieverletzung. Backup-Quarterback Don Strock führte das Team zu einer 5-2-Bilanz, ehe Griese zurückkehrte und die Spielzeit mit insgesamt elf Siegen und fünf Niederlagen beendete. Damit kam man hinter den New England Patriots, die zum ersten Mal die AFC East gewonnen hatten, über die Wild Card in die Playoffs, verlor aber zuhause mit 9:17 gegen die Houston Oilers. Nach seinem kurzen Gastspiel in der WFL und drei Jahren bei den New York Giants kehrte Fullback Larry Csonka 1979 noch einmal für eine Spielzeit nach Miami zurück. Nachdem sie die Division mit einer 10-6-Bilanz gewonnen hatten, verloren die Dolphins allerdings das AFC Divisional Playoff Game beim späteren Super-Bowl-Champion Pittsburgh Steelers mit 14:34. Csonka wurde nach der Saison als NFL Comeback Player of the Year ausgezeichnet und beendete anschließend seine Karriere.
Auch das neue Jahrzehnt begann mit dem Rücktritt einer Dolphins-Legende. Nach 14 Jahren in der NFL musste Bob Griese, der sich im Spiel gegen die Baltimore Colts schwer an der Schulter verletzt hatte, seine Laufbahn nach der Saison beenden. Mit dem neuen Starting-Quarterback Rookie David Woodley verlief die Saison 1980 erwartungsgemäß nicht ganz so gut und die Dolphins verpassten mit einer ausgeglichenen Bilanz von acht Siegen und acht Niederlagen die Qualifikation für die Playoffs. Doch schon 1981 waren die Dolphins mit einem 11-4-1-Rekord wieder zurück an der Spitze der AFC East. Sie erreichten das AFC Divisional Playoff Game gegen die San Diego Chargers, das als „The Epic in Miami“ in die NFL-Historie einging. Nach einem 0:24-Rückstand zum Ende des ersten Viertels kam Backup-Quarterback Don Strock aufs Feld und startete ein unglaubliches Comeback. Durch ein Field Goal in der Verlängerung endete die Partie schließlich mit 41:38 zu Gunsten der Chargers.
In der wegen eines Spielerstreiks auf neun Spiele verkürzten Saison 1982 waren die Dolphins, angeführt von ihrer als „Killer-B's“ bekannten Verteidigungsreihe um Bob Baumhower, Doug Betters, Kim Bokamper, Bob Brudzinski sowie den beiden Brüdern Glenn Blackwood und Lyle Blackwood, auf dem Weg zu ihrer vierten Super-Bowl-Teilnahme. Mit sieben Siegen landeten die Dolphins hinter den Los Angeles Raiders auf dem zweiten Platz in der AFC und konnten während der ersten beiden Playoff-Runden Revanche für vorherige Niederlagen nehmen. Zunächst schlugen sie die New England Patriots mit 28:13 und rächten sich für das berühmt-berüchtigte „Snowplow Game“ aus der regulären Saison. Diese Partie war wegen des komplett mit Schnee bedeckten Spielfeldes bis fünf Minuten vor dem Ende punktelos geblieben, ehe auf Anweisung der Patriots ein Stück des Platzes mit einem Schneepflug befreit wurde und New England das Spiel durch ein Field Goal mit 3:0 gewann. In der zweiten Runde hielten die Dolphins die gefürchtete Offensive der San Diego Chargers in Schach und siegten klar mit 34:13. Mit dieser geglückten Revanche für die bittere Niederlage im Vorjahr erreichte das Team zum vierten Mal in seiner Geschichte das Conference Championship Game. Hier schlug man im sogenannten „Mud Bowl“ die New York Jets und setzte sich mit 14:0 die AFC-Krone auf. Star des Spiels war Linebacker A.J. Duhe, der von seinen insgesamt drei Interceptions eine 35 Yards zum Touchdown zurücktrug und damit den Einzug in den Super Bowl XVII perfekt machte. Dieser ging am 30. Januar 1983 im Rose Bowl Stadium in Pasadena, California allerdings mit 17:27 gegen die Washington Redskins verloren.

### Die „Dan-Marino-Ära“ (1983–1999)

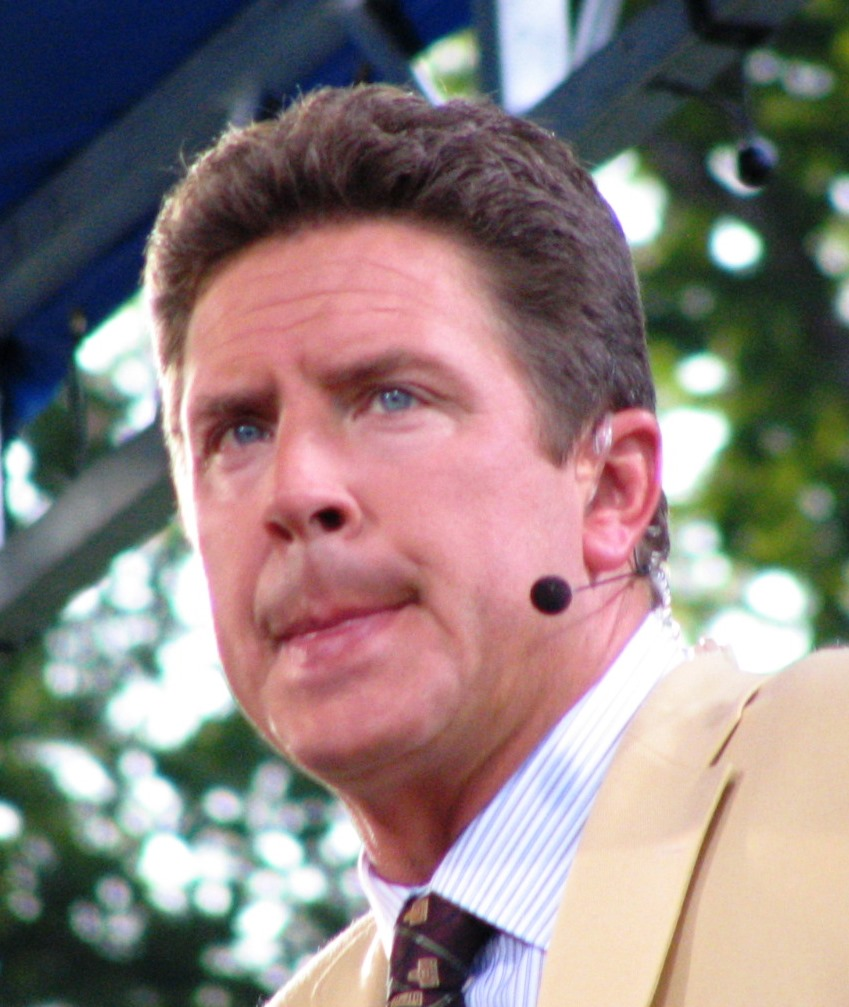
Dan Marino

Ab 1983 prägte neben Head Coach Don Shula vor allem ein neuer Quarterback die Dolphins. Mit Dan Marino wurde in der ersten Runde des Drafts ein junger Spielmacher verpflichtet, der sich anschickte, die Rekordbücher der NFL umzuschreiben. Nachdem er die Saison als Ersatzmann für den etatmäßigen Starter David Woodley begonnen hatte, durfte er bereits während des dritten Spiels bei den Los Angeles Raiders sein Debüt feiern und wurde schon kurz darauf als Starting-Quarterback eingesetzt. Aufgrund seiner guten Leistungen durfte er als erster Rookie-Quarterback als Starter im Pro Bowl, dem Saisonabschlussspiel der besten Spieler einer Saison, auflaufen. Einen weiteren Meilenstein setzte Wide Receiver Mark Duper, der als erster Dolphins-Spieler die Marke von 1.000 Receiving-Yards in einer Spielzeit übertraf. Trotz der guten regulären Saison mit zwölf Siegen und vier Niederlagen, scheiterte Miami im AFC Divisional Playoff Game im Orange Bowl Stadium mit 20:27 an den Seattle Seahawks.
Bereits in seiner zweiten Saison produzierte Dan Marino die bis dato beeindruckendsten Pass-Statistiken der NFL-Historie. Als erster Quarterback passte er 1984 für mehr als 5.000 Yards in einer Spielzeit (5.084) und setzte neue Rekorde für Touchdown-Pässe (48) und komplette Pässe (362). Er führte die Dolphins mit einer 14:2-Bilanz als bestes Team der AFC in die Playoffs und wurde verdientermaßen zum wertvollsten Spieler (MVP) der Liga gewählt. Auch die „Marks Brothers“ genannten Wide Receiver Mark Clayton und Mark Duper spielten eine herausragende Saison und stellten neue Dolphins-Rekorde für gefangene Pässe und Receiving-Yards auf. In den Playoffs nahm Miami mit 31:10 gegen die Seattle Seahawks zuerst Revanche für die Niederlage aus der vergangenen Saison und setzte sich anschließend im AFC Championship Game mit 45:28 gegen die Pittsburgh Steelers durch, wodurch man zum fünften Mal in den Super Bowl einzog. Im Super Bowl XIX standen sie am 20. Januar 1985 im Stanford Stadium in Stanford, Kalifornien den San Francisco 49ers gegenüber. Angeführt von Star-Quarterback Joe Montana ließen diese jedoch die Titelträume der Dolphins zerplatzen und siegten souverän mit 38:16. Es sollte Marinos einziges Gastspiel im großen NFL-Finale bleiben.
Nach der Super-Bowl-Niederlage schloss Miami die Saison 1985 mit 12:4-Siegen ab und schaffte es als einziges Team in diesem Jahr, die Chicago Bears (15:1-Bilanz) zu besiegen. Am 2. Dezember 1985 triumphierten die Dolphins im Monday Night Game mit 38:24 und sorgten so dafür, dass sie selbst die einzige Mannschaft blieben, die in einer Saison ungeschlagen war. Nach dem 24:21-Erfolg gegen die Cleveland Browns in den Divisional Playoffs sah alles nach einem Rematch gegen Chicago im Super Bowl XX aus, doch die New England Patriots überraschten die Dolphins im AFC-Finale. 1986 legten die Dolphins mit nur zwei Siegen aus den ersten sieben Spielen einen klassischen Fehlstart hin und verpassten am Ende der Saison mit einer ausgeglichenen 8:8-Bilanz erstmals seit 1980 die Playoffs. Im um ein Saisonspiel verkürzten Streikjahr 1987 zogen die Dolphins von der Orange Bowl in das neue Joe Robbie Stadium um. Sportlich verlief die Spielzeit mit 8:7 Siegen aber erneut sehr enttäuschend. Auch 1988 hielten die Probleme weiter an und es stand am Ende die erste negative Saisonbilanz (6:10) seit 1976 zu Buche. Der 8:8-Rekord der Saison 1989 markierte zum Abschluss des Jahrzehnts schließlich das vierte Jahr in Folge, in dem die Playoffs nicht erreicht werden konnten.
Auf der geschäftlichen Seite des Franchise gab es direkt zu Beginn der neuen Dekade große Veränderungen. Joe Robbie, Gründer und Besitzer der Dolphins, sowie die treibende Kraft beim Bau des Joe Robbie Stadium, starb im Januar 1990 im Alter von 73 Jahren an Herzversagen. Seine Familie übernahm daraufhin für kurze Zeit die Verwaltung der Dolphins-Organisation, suchte aber schnellstmöglich einen Nachfolger als Clubbesitzer, da sie das Franchise nicht weiterführen wollte. Mit dem Geschäftsmann Wayne Huizenga fand sich ein Investor, der sich zur Hälfte bei der Robbie Stadium Corporation einkaufte und außerdem 15 Prozent der Besitzanteile an den Dolphins erwarb. Sportlich kehrte Miami 1990 nach vierjähriger Abstinenz wieder in die Playoffs zurück. In der Wild-Card-Runde siegte das Team, welches trotz einer beeindruckenden 12:4-Bilanz nur auf dem zweiten Platz der AFC East gelandet war, mit 17:16 gegen die Kansas City Chiefs. In der äußerst spannenden Begegnung verwandelte Kicker Pete Stoyanovich einen Field-Goal-Versuch aus 58 Yards Entfernung und stellte damit einen neuen NFL-Playoff-Rekord auf. Im folgenden Gastspiel bei den AFC-East-Champions Buffalo Bills war danach aber mit 34:44 Endstation. Das Jahr 1991 endete enttäuschend, da die Dolphins zum Saisonfinale das „Alles-oder-Nichts“-Spiel um einen Wild-Card-Platz zuhause gegen die New York Jets mit 20:23 nach Verlängerung verloren. 1992 sicherten sich die Dolphins am letzten Spieltag durch einen 16:13-Overtime-Sieg bei den New England Patriots den AFC-East-Titel. Man beendete die reguläre Saison mit elf Siegen und fünf Niederlagen und gewann dank der gleichzeitigen Schlappe der Buffalo Bills bei den Houston Oilers seinen ersten Division-Titel seit 1985. Nach einem überzeugenden 31:0-Shootout-Sieg gegen die San Diego Chargers endete die Saison für Quarterback Dan Marino und die Dolphins schließlich mit einer 10:29-Niederlage im AFC Championship Game gegen seinen Erzrivalen Jim Kelly und die Buffalo Bills.
Vor der nächsten Saison verließen die Receiver Mark Clayton und Mark Duper nach zehn gemeinsamen Jahren das Team und wurden durch Irving Fryar und Mark Ingram ersetzt. Aber auch ohne die „Marks Brothers“ wurde Miami als Super-Bowl-Kandidat gehandelt. Allerdings wurde 1993 nach einem glänzenden 9:2-Start noch ein katastrophales Jahr für die Dolphins, denn bereits im fünften Saisonspiel bei den Cleveland Browns verletzte sich Dan Marino und fiel für den Rest der Spielzeit aus. Backup-Quarterback Scott Mitchell vertrat ihn zunächst sehr beeindruckend, verletzte sich aber selbst einige Wochen später und man verpasste mit einer 9:7-Bilanz die Post Season. So blieb das Gastspiel bei den Philadelphia Eagles am 14. November 1993 der einzige Höhepunkt in einer ansonsten verkorksten Saison. In dieser Partie übertraf Head Coach Don Shula den Rekord des legendären George S. Halas und avancierte mit 325 Siegen zum erfolgreichsten Trainer in der Geschichte der National Football League (NFL).
1994 übernahm Wayne Huizenga von der Robbie-Familie die restlichen 85 Prozent der Dolphins und erwarb die noch fehlenden 50 Prozent am Joe Robbie Stadium, womit er zum alleinigen Eigentümer sowohl des Teams als auch des Stadions wurde. Damit war zwar im Umfeld des Franchise nun alles geregelt, doch auf dem Platz hatte man zum ersten Mal seit einem Jahrzehnt ein Quarterback-Problem. Niemand wusste, ob Marino nach seiner Verletzung wieder so stark sein würde wie zuvor. Doch mit Marino zurück an Bord waren die Dolphins 1994 wieder oben auf. Sie gewannen mit einer 10:6-Bilanz ihre Division und besiegten die von Joe Montana angeführten Kansas City Chiefs im Wild-Card-Spiel mit 27:17. Das AFC Divisional Playoff Game verloren sie trotz eines 21:6-Vorsprungs zur Halbzeit in einem Herzschlagfinale bei den San Diego Chargers mit 21:22. Aufgrund der überragenden Leistungen nach seiner Rückkehr wurde Dan Marino als NFL Comeback Player of the Year ausgezeichnet. Unvergessen blieb vor allem das „Fake Spike Game“ bei den New York Jets. Nach einer sensationellen Aufholjagd täuschte er 22 Sekunden vor Schluss an den Ball auf den Boden zu werfen, um die Uhr anzuhalten. Stattdessen nahm er den Snap auf und warf den Touchdown-Pass zum 28:24-Sieg.
Im Jahr 1995 brach Dan Marino die von Fran Tarkenton aufgestellten Rekorde für erworfene Yards (48.841), Touchdown-Pässe (348) und vollständige Pässe (3.913). Die Dolphins beendeten die Spielzeit auch dank der starken Leistungen des neuen Runningbacks Bernie Parmalee mit neun Siegen und sieben Niederlagen auf dem zweiten Platz in der AFC East und schafften als Wild-Card-Team die Qualifikation für die Post Season. Dort waren sie allerdings mit 22:37 bei den Buffalo Bills unterlegen. Nach der Saison nahm der langjährige Head Coach Don Shula seinen Hut und wechselte ins Management des Clubs. Unter der 26-jährigen Regie des mit 347 Siegen erfolgreichsten Trainers der NFL-Historie endeten nur zwei Spielzeiten mit mehr Niederlagen als Siegen.
Zur Saison 1996 unterzeichnete Jimmy Johnson einen Vertrag als neuer Head Coach der Miami Dolphins und wurde damit der dritte Cheftrainer des Teams. Seine Philosophie, auf ein starkes Laufspiel zu setzen, hatte bei den Dallas Cowboys Anfang der 1990er Jahre so gut funktioniert, dass er mit den Texanern zwei Super-Bowl-Titel feiern konnte. Obwohl die Taktik im Gegensatz zur passorientierten Spielweise von Dan Marino stand, erwartete man nun in Miami einen weiteren Super-Bowl-Sieg. Zum Saisonbeginn 1996 wurde die Heimspielstätte Miamis in Pro Player Stadium umbenannt, während die Mannschaft mit einer ausgeglichenen 8:8-Bilanz die Playoffs verpasste. Eines der wenigen Highlights war die starke Rookie-Saison von Runningback Karim Abdul-Jabbar, der in seinem ersten Jahr auf Anhieb 1.116 Rushing-Yards verbuchen konnte. 1997 waren die Dolphins mit 9:7 Siegen zurück in den Playoffs, verloren aber in der Wild-Card-Runde 3:17 bei den New England Patriots. Am Ende der Saison 1998 gelang es Wide Receiver O.J. McDuffie, die NFL mit 90 gefangenen Pässen anzuführen. Ein solider 10:6-Rekord reichte Miami jedoch nicht, um an den New York Jets in der AFC East vorbeizuziehen. Die Dolphins gewannen das Wild-Card-Spiel gegen die Buffalo Bills mit 24:17, kassierten dann aber gegen den späteren Super-Bowl-Champion Denver Broncos mit Star-Quarterback John Elway eine 3:38-Klatsche. Auch 1999 hatte Dan Marino wieder mit Verletzungen zu kämpfen und musste ein ums andere Mal durch Backup Damon Huard ersetzt werden. Nach einem guten Start brach Miami zum Saisonende ein und gewann nur zwei der letzten acht Spiele. Mit letztlich neun Siegen und sieben Niederlagen stolperten die Dolphins trotzdem noch irgendwie in die Playoffs. Der 20:17-Sieg im AFC Wild Card Game bei den Seattle Seahawks war nicht nur Marinos letzter in seiner langjährigen Karriere, sondern auch Miamis erster Playoff-Auswärtssieg seit dem AFC Championship Game 1972 in Pittsburgh. Nach dem knappen Erfolg mussten die Dolphins im darauffolgenden Gastspiel bei den Jacksonville Jaguars allerdings die zweithöchste Playoff-Niederlage in der NFL-Historie hinnehmen. Mit 62:7 wurden sie von den „Raubkatzen“ regelrecht zerfetzt. Für Marino, der zur Halbzeit ausgewechselt wurde, war es das desaströse Ende einer glanzvollen, spektakulären Karriere. Neben dem Quarterback, der nach 17 Jahren am Ruder der Dolphins seinen Rücktritt erklärte, schmiss auch Chefcoach Jimmy Johnson die Brocken hin und beendete seine Trainerlaufbahn.
Als einer der produktivsten Passwerfer der NFL hielt Marino bis ins Jahr 2007 die Rekorde für geworfene Yards (61.361), Touchdown-Pässe (420), vollständige Pässe (4.976) und Passversuche (8.358) sowie diverse weitere wichtige Pass-Rekorde. Obwohl er, trotz aller individuellen Erfolge, nie die Vince Lombardi Trophy für den Sieg im Super Bowl in Empfang nehmen konnte, gilt er als einer des besten Quarterbacks aller Zeiten und wurde 2019 auch ins NFL 100 All-Time Team gewählt.

### Der Quarterback-Fluch (2000–2011)
Nach Bob Griese und Dan Marino einen dritten Franchise-Quarterback zu finden sollte sich für die Miami Dolphins in den kommenden Spielzeiten als unmögliche Mission erweisen. Sage und schreibe zwölf Spielmacher wurden in zwölf Jahren verschlissen. Mit Beginn des neuen Jahrtausends wurde Dave Wannstedt, zuvor Trainer bei den Chicago Bears, als neuer Head Coach vorgestellt. Er machte Ex-Jacksonville-Jaguars-Backup Jay Fiedler zum neuen Starting-Quarterback, obwohl der bisherige Ersatzmann Damon Huard als Favorit für die Marino-Nachfolge galt. Trotz geringer Erwartungen erreichten die Dolphins im Jahr 2000 mit 11-5 ihre beste Bilanz seit fast zehn Jahren und konnten sich den AFC-East-Titel sichern. In der Post-season gewann man gegen die Indianapolis Colts durch einen Touchdown von Runningback Lamar Smith in der Verlängerung mit 23:17. Mit dem 0:27 im AFC Divisional Playoff Game bei den Oakland Raiders folgte dann jedoch die erste Zu-Null-Niederlage in 38 Playoff-Partien. 2001 konnten die Dolphins zwar ihre Vorjahresbilanz wiederholen, belegten aber diesmal nur den zweiten Platz in der AFC East hinter dem späteren Super-Bowl-Gewinner, den New England Patriots. In den Wild Card Play-offs trafen sie auf Super-Bowl-Titelverteidiger Baltimore Ravens und unterlagen trotz Heimvorteil deutlich mit 3:20. Zur Saison 2002 wurde Ricky Williams von den New Orleans Saints verpflichtet und schlug in Südflorida ein wie eine Bombe. Erstmals seit Larry Csonka in den 1970er Jahren verfügten die Dolphins wieder über einen absoluten Top-Runningback. Bereits in seiner ersten Saison brach er so ziemlich alle Rushing-Rekorde des Teams und pulverisierte als bester Ballträger der NFL mit 1.853 Yards die bisher bestehende Franchise-Bestmarke. Beim Pro Bowl am 7. Februar 2003 im Aloha Stadium in Honolulu, Hawaii kam Williams als zweiter Dolphins-Spieler nach Kicker Garo Yepremian 1974 zu MVP-Ehren. Aufgrund einer unglücklichen Niederlage am letzten Spieltag gegen die New England Patriots verpassten aber sowohl die Dolphins, als auch die „Pats“ mit jeweils 9-7-Siegen den Einzug in die Endrunde. Leichtfertig hatte man im vierten Viertel eine 11-Punkte-Führung aus der Hand gegeben und war damit zum ersten Mal seit sechs Jahren in der Post-season nur Zuschauer.
Mit Linebacker Junior Seau erhielten die Dolphins, die mit Defensive End Jason Taylor, Linebacker Zach Thomas, den Cornerbacks Sam Madison und Patrick Surtain sowie Free Safety Brock Marion bereits über eine der besten Verteidigungsreihen der NFL verfügten, 2003 weiteren prominenten Zulauf. Neben dem zwölfmaligen Pro Bowler der San Diego Chargers wurde mit Brian Griese, dessen Vater Bob die Dolphins 1972 und 1973 zu zwei Super-Bowl-Siegen geführt hatte, ein weiterer klangvoller Name als Neuzugang vorgestellt. Der ebenfalls auf der Position des Quarterbacks spielende Filius konnte sich in Miami allerdings nicht durchsetzen. Mit zehn Siegen und sechs Niederlagen verpasste man 2003 zum zweiten Mal hintereinander den Einzug in die Playoffs. Nachdem die ersten sechs Spiele im Jahr 2004 allesamt verloren gingen und mit nur einem Sieg aus neun Partien der schlechtesten Start in der Franchisegeschichte zu Buche stand, verkündete der wenig geliebte Head Coach Dave Wannstedt seinen Rücktritt. Als Interimstrainer bestimmte Clubbesitzer Wayne Huizenga den bisherigen Defensive Coordinator Jim Bates. Miamis erste negative Saisonbilanz seit 1988 konnte aber auch er nicht mehr verhindern und wurde nicht weiterbeschäftigt. Stattdessen engagierte das Management Nick Saban von der Louisiana State University als sechsten Head Coach in der Teamgeschichte. Und der sorgte gleich zu Beginn seiner Amtszeit für klare Verhältnisse in Miami. Das Quarterback-Karussell, welches sich während der vergangenen Saison fleißig gedreht hatte, sollte endlich zum Stillstand kommen. Jay Fiedler, der bei den Fans nie besonders beliebt war, wurde nach fünf Jahren entlassen und durch Veteran Gus Frerotte ersetzt. Der von den Minnesota Vikings gekommene Spielmacher gewann das Duell um den Starter-Job gegen A.J. Feeley, der 2004 eine der größten Enttäuschungen gewesen war. Obwohl man im Draft mit Ronnie Brown einen vielversprechenden Runningback verpflichtet hatte, waren die Dolphins mit einer 9-7-Bilanz auch 2005 aus dem Playoff-Rennen. 2006 zeigten die Dolphins für die Position des Quarterbacks sehr starkes Interesse an einer Verpflichtung von Drew Brees von den San Diego Chargers, beendeten die Verhandlungen aber aufgrund des nicht eindeutig geklärten Gesundheitszustands des Spielmachers und holten stattdessen Daunte Culpepper von den Minnesota Vikings. Eine folgenschwere Entscheidung, die den Fans in Miami heute noch bitter aufstößt. Denn Culpepper musste wegen einer Verletzung schon nach vier Spielen durch Joey Harrington ersetzt werden und man beendete die Saison mit einer negativen Bilanz von sechs Siegen und zehn Niederlagen, während Brees zu den New Orleans Saints ging und einer der besten Quarterbacks in der Geschichte der NFL werden sollte.
Nach nur zwei Spielzeiten verließ Dolphins-Head-Coach Nick Saban Florida und wechselte als höchstbezahlter College-Coach aller Zeiten an die University of Alabama, wo er zum erfolgreichsten Trainer im US-Sport aufstieg. Kurz darauf unterschrieb der als Offensive Coordinator bei den San Diego Chargers angestellte Cam Cameron einen Vertrag bei den Dolphins und war damit bereits der fünfte Head Coach, seit der legendäre Don Shula 1995 den Trainerstuhl nach 26 Spielzeiten und zwei Super-Bowl-Siegen verlassen hatte. Der schleichende Niedergang des Franchise gipfelte 2007 dann schließlich in der schlechtesten Bilanz der Clubgeschichte. Dank eines Touchdown-Passes von Quarterback Cleo Lemon, der kurz nach Saisonstart den verletzten Trent Green ersetzt hatte, konnten die Dolphins ihre 13 Spiele andauernde Niederlagenserie erst beim 22:16 nach Verlängerung gegen die Baltimore Ravens stoppen und vermieden durch diesen Erfolg nur mit Mühe und Not das Gegenteil einer „Perfect Season“. Nach dieser katastrophalen Spielzeit mit nur einem Sieg und 15 Niederlagen blieb in Südflorida kein Stein auf dem anderen. Dolphins-Owner Wayne Huizenga nahm den langjährigen Erfolgstrainer Bill Parcells als Executive Vice President of Football Operations unter Vertrag und machte ihn zum neuen starken Mann des Footballclubs. „The Big Tuna“ feuerte Cam Cameron, mit ihm fast seinen kompletten Trainerstab und auch der seit 2005 für die Dolphins tätige General Manager Randy Mueller musste seinen Hut nehmen. Als Ersatz wurde Jeff Ireland verpflichtet, der bisher bei Parcells Ex-Team Dallas Cowboys engagiert war. Als neuen Head Coach präsentierten die Dolphins mit Tony Sparano ebenfalls einen ehemaligen „Cowboy“ und Vertrauten von Parcells. Im Zuge des Neuaufbaus wurden auch verdiente Veteranen wie Linebacker Zach Thomas oder Defensive End Jason Taylor entlassen und mit Chad Pennington vom Erzrivalen New York Jets ein neuer Quarterback an Land gezogen. Zudem hatten die Dolphins aufgrund des desaströsen Abschneidens als schlechtestes Team der Vorsaison zum ersten Mal überhaupt den „First-Overall-Pick“ im Draft und wählten damit den Offensive Tackle Jake Long aus. Ein eher unerwarteter Zug, schließlich hatten viele Fans und Experten damit gerechnet, dass sich Miami Matt Ryan als neuen Franchise-Quarterback sichert. Dennoch standen die Dolphins am Ende der Saison 2008, nur ein Jahr nach der unterirdischen 1-15-Bilanz, bei elf Siegen und fünf Niederlagen. Nach sieben Spielzeiten erreichte man damit erstmals wieder die Playoffs und gewann den ersten AFC-East-Titel seit 2000. Mit einer 9:27-Niederlage in der Wild-Card-Runde gegen die Baltimore Ravens fand die beeindruckende „Turnaround Season“ jedoch ein jähes Ende.
Im Januar 2009 wurde der sich bereits im Vorjahr abzeichnende Verkauf der Miami Dolphins und des nach Auslaufen des Sponsorvertrages 2006 namenlosen Dolphin Stadium abgeschlossen. Der bisherige Eigentümer Wayne Huizenga verkaufte dem New Yorker Immobilienmakler Stephen Ross – nach der Hälfte des Franchise und des Stadions im Februar 2008 – weitere 45 Prozent seiner Anteile, wodurch Ross nun insgesamt 95 Prozent der Organisation kontrollierte. Im Juni 2009 gab der neue Dolphins-Besitzer bekannt, dass neben Huizenga auch die kubanisch-stämmige Pop-Sängerin Gloria Estefan Mitbesitzerin der Dolphins wird, die gemeinsam mit ihrem Ehemann Emilio Estefan einen kleinen Anteil des Teams kaufte. Auf dem Platz verlief die Saison 2009 für die mit großen Ambitionen gestartete Mannschaft äußerst enttäuschend, da die Playoffs verpasst wurden. Vor allem die Offensive war ohne die langzeitverletzten Schlüsselspieler Brown und Pennington nicht effektiv genug. Unter der Regie von Backup-Quarterback Chad Henne schloss Miami das Jahrzehnt mit einer 7-9-Bilanz ab. In seiner Absicht Glamour nach Südflorida zu bringen konnte Besitzer Stephen Ross mit den Tennis-Schwestern Serena und Venus Williams sowie den Sängern Marc Anthony und Fergie weitere prominente Minderheitsgesellschafter gewinnen. Zudem bekam Miamis Land Shark Stadium nach Auslaufen des achtmonatigen Sponsorvertrags mit Land Shark Lager, der Brauereimarke des Musikers Jimmy Buffett, rechtzeitig zur Austragung des Super Bowls sowie des Pro Bowls 2010 einen neuen Namen. Sun Life Financial kaufte für fünf Jahre die Rechte, woraufhin die Arena in Sun Life Stadium umbenannt wurde. Trotz der Verpflichtung von Wide Receiver Brandon Marshall endete die Saison 2010 genauso wie im letzten Jahr mit nur sieben Siegen. 2011 lieferte Reggie Bush mit über 1.000 Rushing-Yards eine starke Spielzeit ab, doch auch der Neuzugang von den New Orleans Saints konnte Miamis Talfahrt Richtung Tabellenkeller nicht stoppen. Nachdem die ersten sieben Spiele allesamt verloren gegangen waren, musste Head Coach Tony Sparano seinen Platz noch während der Spielzeit räumen und wurde für die letzten drei Partien durch Todd Bowles ersetzt, unter dem die Mannschaft das Jahr mit einer Bilanz von sechs Siegen und zehn Niederlagen beendete. Brandon Marshall verbuchte mit vier gefangenen Touchdown-Pässen einen neuen Pro-Bowl-Rekord und wurde als dritter Spieler der Dolphins zum MVP des alljährlichen All-Star-Spektakels gekürt.

### Die „Ryan-Tannehill-Ära“ (2012–2018)

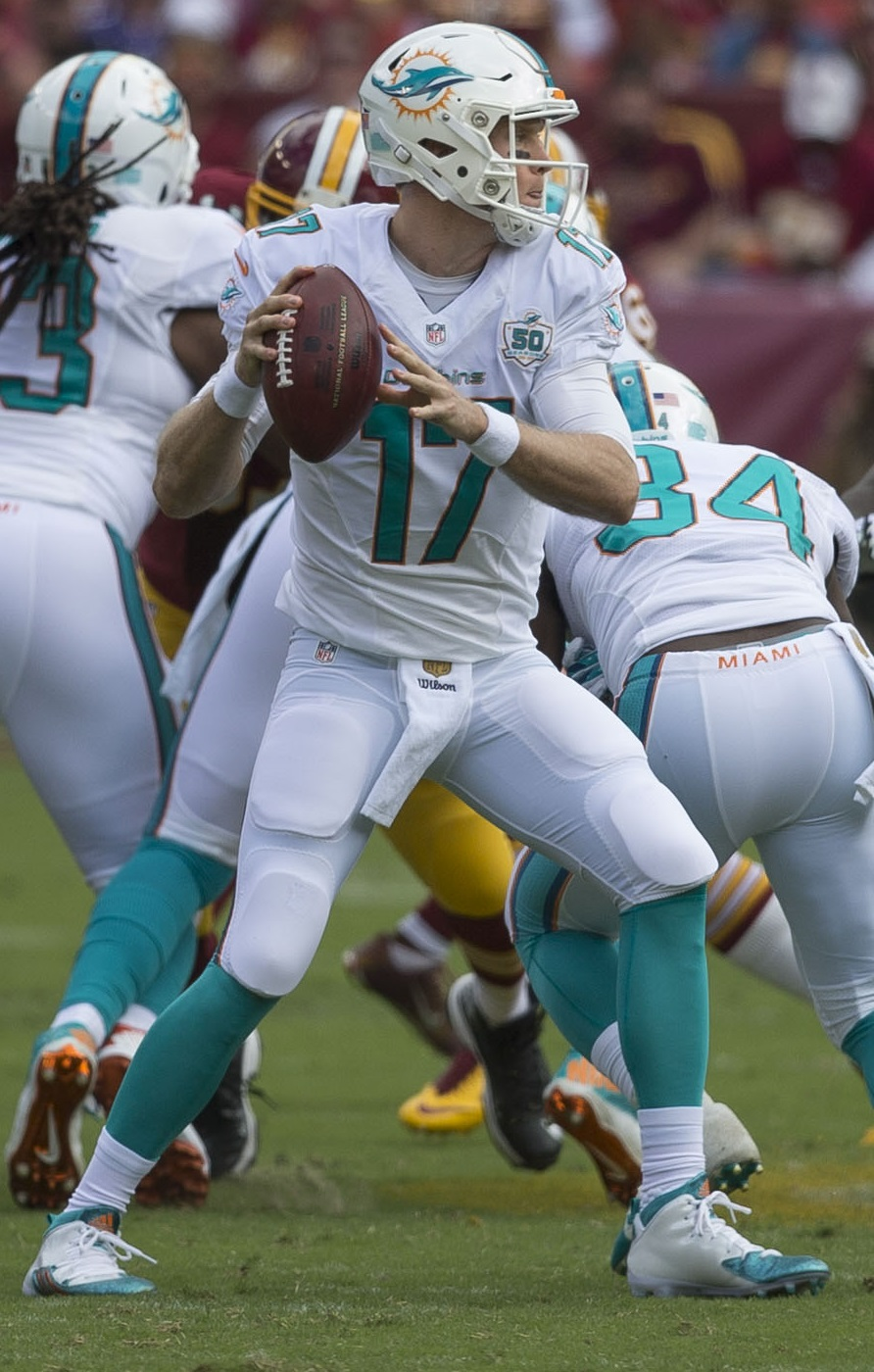
Ryan Tannehill

Zum Beginn der Saison 2012 wollte Dolphins-Besitzer Ross nun endlich einen Superstar als neuen Franchise-Quarterback nach Miami lotsen. Damit war auch die Zeit von Chad Henne, der bereits für einen Großteil der Vorsaison von Matt Moore abgelöst worden war, abgelaufen. Im Rennen um Peyton Manning war man allerdings den Denver Broncos unterlegen und auch die vollmundig angekündigte Verpflichtung eines Star-Coaches scheiterte, da der Wunschtrainer Jeff Fisher lieber ein Angebot der St. Louis Rams akzeptierte. Stattdessen heuerten die Dolphins den langjährigen Offensive Coordinator der Green Bay Packers Joe Philbin als ihren zehnten Head Coach an und sicherten sich im Draft die Dienste des jungen Spielmachers Ryan Tannehill, in dem die Fans die Inkarnation von Dan Marino und damit den vermeintlichen Heilsbringer sahen. Der erste Erstrunden-Quarterback seit Marino 1983 bekam auch gleich den Starterjob zugesprochen, womit man zum ersten Mal in der Franchisegeschichte mit einem Rookie-Quarterback in eine neue Spielzeit ging. Obwohl Tannehill ein solides erstes Profijahr hinlegte, beendeten die Dolphins mit sieben Siegen bei neun Niederlagen zum vierten Mal in Folge eine Spielzeit mit einer negativen Saisonbilanz.
Mit neuem Teamlogo galten die Dolphins in der Saison 2013 als jenes Team in der AFC East, das am ehesten die New England Patriots herausfordern könnte. Man beendete die Saison aber schließlich mit einer ausgeglichenen 8-8-Bilanz nur als Drittplatzierter. Wiederum mit acht Siegen und acht Niederlagen spielten die Miami Dolphins abermals eine recht solide Saison 2014, waren aber immer noch zu unkonstant, um größere Ziele anzugreifen. Mit der Verpflichtung von Defensive Tackle Ndamukong Suh, den sie mit einem Mega-Vertrag zum bestbezahlten Verteidiger der NFL-Geschichte machten, sorgte Miami 2015 für Schlagzeilen. Von der Präsenz der mehrfachen Pro Bowlers profitierte vor allem Defensive End Cameron Wake, der in der Defensive bisher zu oft allein auf weiter Flur gestanden hatte. Nach einem schlechten Saisonstart mit nur einem Sieg aus den ersten vier Spielen wurde Head Coach Joe Philbin wenig überraschend gefeuert. Als Interimstrainer wurde Dan Campbell eingesetzt, unter dem Miami die vor der Saison ausgegebenen hohen Erwartungen aber auch nicht mehr erfüllen konnte. Mit letztlich 6 zu 10 Siegen wurde das große Saisonziel Playoffs zum wiederholten Mal deutlich verfehlt. Individuell avancierte Slot-Receiver Jarvis Landry mit 110 Catches zum ersten Dolphins-Spieler mit mehr als 100 gefangenen Pässen.
Nach dieser weiteren enttäuschenden Spielzeit kam es auf der sportlichen Führungsebene zu großen Veränderungen. Nachdem bereits im Vorjahr Mike Tannenbaum als Executive Vice President of Football Operations eingestellt worden war, musste auch General Manager Dennis Hickey nach nur zwei Jahren das Franchise wieder verlassen und wurde durch Chris Grier ersetzt. Als neuen Head Coach präsentierte man mit dem erst 37-jährigen Adam Gase den jüngsten Trainer der Liga sowie der bisherigen Teamgeschichte. Außerdem gelang es den Dolphins, nach den im Sommer 2016 abgeschlossenen Umbau- und Renovierungsarbeiten, die Namensrechte an ihrem Stadion für 18 Jahre an die bekannte Restaurantkette Hard Rock International zu verkaufen, woraufhin die Heimspielstätte in Hard Rock Stadium umbenannt wurde. Auf dem Spielfeld avancierte Runningback Jay Ajayi mit drei 200-Yards-Spielen zum Leistungsträger, bevor die Mannschaft drei Spieltage vor Saisonende den Verlust von Quarterback Ryan Tannehill zu verkraften hatte, welcher mit einer schweren Knieverletzung für den Rest der Spielzeit ausfiel. Der langjährige Backup Matt Moore übernahm das Team und vollendete die erste Playoff-Qualifikation seit 2008. Nach einem 1-4-Saisonstart gewannen die Dolphins sechs Spiele in Folge und beendeten die Saison 2016 mit neun Siegen aus den letzten elf Spielen. Der 10-6-Rekord war somit die erste positive Bilanz nach acht Jahren. Ohne ihren etatmäßigen Spielmacher lag die Hauptlast in der Post-season auf Ajayi und Landry, doch auch sie konnten die herbe 12:30-Pleite im AFC Wild Card Game bei den Pittsburgh Steelers nicht verhindern.
Nachdem Tannehill sich im Trainingscamp erneut schwer verletzt hatte und auch für die komplette Saison 2017 ausfiel, holten die Dolphins Jay Cutler vom Ruhestand auf das Spielfeld zurück. Eigentlich hatte der langjährige Spielmacher der Chicago Bears die Saison als Kommentator bei einem US-amerikanischen TV-Sender in Angriff nehmen wollen, doch stattdessen setzte er seine aktive Laufbahn noch für ein Jahr am sonnigen South Beach fort. Die sportlich allerdings eher schwachen Auftritte gingen mit seinem schlechten Ansehen bei den Fans einher und so stand am Ende lediglich eine magere 6-10-Bilanz zu Buche. Trotz einer Mannschaft ohne große Namen gelang es den Dolphins mit drei Siegen in die Saison 2018 zu starten, darunter direkt zum Auftakt das mit acht Stunden und sieben Minuten längste Spiel der NFL-Geschichte. Gleich zweimal musste die Partie am gegen die Tennessee Titans aufgrund von Unwettern unterbrochen werden, ehe die Gastgeber am Ende einen 27:20-Erfolg bejubeln konnten. Diese Begegnung sollte aber nicht das einzige Wahnsinnsspiel in Miami bleiben, denn am 9. Dezember 2018 ging das Aufeinandertreffen mit den New England Patriots als „Miami Miracle“ in die Geschichtsbücher der NFL ein. Mit 28:33 in Rückstand und nur noch sieben Sekunden auf der Uhr, passte Quarterback Ryan Tannehill tief in der eigenen Spielfeldhälfte kurz auf Kenny Stills, ehe nach zwei Laterals mit der Zwischenstation DeVante Parker, dann Runningback Kenyan Drake den Ball in den Händen hatte und nach insgesamt 69 Yards die Endzone der Patriots zum siegbringenden Touchdown erreichte. Trotz dieses „Wunders in Miami“ und des guten Saisonstarts landeten die Dolphins abermals nur auf dem zweiten Platz in der AFC East und mit einer 7-9-Bilanz weit weg von den Playoff-Plätzen, was zur Folge hatte, das man sich nach drei Jahren von Adam Gase als Head Coach trennte und auch den für die Kaderzusammenstellung verantwortlichen President of Football Operations Mike Tannenbaum vor die Tür setzte.

### Neuaufbau mit Tua Tagovailoa (2019–heute)
Nach vielen Jahren im Mittelmaß mit nur zwei Play-off-Teilnahmen in 17 Jahren entschied sich das Franchise für einen kompletten Umbruch, welcher mit der Verpflichtung von Brian Flores, zuvor Playcaller der Defensive bei den New England Patriots, als neuem Head Coach begann. Anschließend wurden zahlreiche teure Spieler und Leistungsträger abgegeben. So wechselten unter anderem der langjährige Quarterback Ryan Tannehill und Defensive End Cameron Wake zu den Tennessee Titans. Mit den Trades von Offensive Tackle Laremy Tunsil und Wide Receiver Kenny Stills zu den Houstons Texans sowie von Linebacker Kiko Alonso zu den New Orleans Saints und Safety Minkah Fitzpatrick zu den Pittsburgh Steelers sicherten sich die Dolphins zudem drei weitere Erstrundenpicks im NFL Draft 2020. Im Zuge des Rebuild nahm man am South Beach in Kauf eine womöglich unfassbar schlechte Saison abzuliefern, sodass bereits während der Off-season in den Medien immer wieder von „Tanking for Tua“ die Rede war – ein Verweis auf den im Draft 2020 verfügbaren Quarterback Tua Tagovailoa von der University of Alabama. Dass es keine gute Saison 2019 für Miami werden würde, war also schon vor dem ersten Saisonspiel mehr als deutlich. Nach einem desaströsen Start, als man zuhause beim 10:59 gegen die Baltimore Ravens und beim 0:43 gegen die New England Patriots schockierende Leistungen ablieferte, musste man sogar eine Spielzeit ohne einen einzigen Sieg befürchten. Angeführt vom neuen erfahrenen Quarterback Ryan Fitzpatrick, der über 3.000 Yards erwarf und zudem auch noch bester Läufer des Teams war, konnten die Dolphins, bei am Ende elf Niederlagen, aber immerhin fünf Erfolge verbuchen.
Beim NFL Draft 2020 war es dann schließlich so weit, die Dolphins wählten an fünfter Stelle ihren neuen Franchise-Quarterback Tua Tagovailoa aus. Nach einem durchwachsenen 3-3-Saisonstart unter Spielmacher „Fitzmagic“ erklärte Coach Flores „Tua“ ab dem Heimspiel am 8. Spieltag gegen die Los Angeles Rams zum neuen Starter. Er beendete die unter den Auswirkungen der Coronavirus-Pandemie stehende Saison 2020 mit sechs Siegen und drei Niederlagen und führte Miami mit einer 10-6-Bilanz auf Platz zwei in der AFC East. Der entscheidende Faktor für die enorme Steigerung gegenüber der Vorsaison war aber die starke Defensive, die sich von der schlechtesten der NFL zu einer der besten mauserte. Herausragend war Cornerback Xavien Howard, der die Liga mit zehn Interceptions anführte. Trotz aller Verbesserungen und obwohl sich ab dieser Spielzeit ein weiteres Wild-Card-Team für die Post-season qualifizierte, verpassten die Dolphins durch eine deftige 26:56-Klatsche bei den Buffalo Bills am letzten Spieltag, einhergehend mit dem gleichzeitigen Sieg der Indianapolis Colts gegen die Jacksonville Jaguars, zum vierten Mal hintereinander die Play-offs. Auch in der folgenden Saison 2021 sollte der Weg aus dem Mittelmaß nicht gefunden werden, obwohl das Team, auch aufgrund der fortan um einen Spieltag erweiterten Regular-season, mit einer 9-8-Bilanz immerhin erstmals seit den frühen 2000er Jahren wieder zwei positiv abgeschlossene Spielzeiten in Folge feiern konnte. Am Ende stand Miami als erste Mannschaft mit sowohl sieben Niederlagen, als auch sieben Siegen in Serie innerhalb einer NFL-Saison da und trennte sich nach drei Jahren vom Hauptübungsleiter Brian Flores.
Mike McDaniel, bisher Offensive Coordinator bei den San Francisco 49ers, wurde zur Saison 2022 als Nachfolger präsentiert und führte die Dolphins bereits in seiner zweiten Partie als Hauptverantwortlicher zu einem historischen 42:38-Comeback-Erfolg bei den Baltimore Ravens. Angeführt von Quarterback Tua Tagovailoa, der mit sechs Touchdown-Pässen die Bestmarke der Franchise-Ikonen Bob Griese und Dan Marino egalisierte, avancierten Jaylen Waddle, der im Vorjahr mit 104 gefangenen Pässen einen neuen NFL-Rookie-Rekord aufgestellt hatte, und der vor Beginn der Spielzeit von den Kansas City Chiefs verpflichtete Tyreek Hill zum ersten Receiver-Duo mit jeweils mindestens zwei Touchdowns sowie mehr als 170 Receiving-Yards im selben Spiel. Am Ende der Spielzeit knackten beide Wide Receiver den Meilenstein von 1.000 Yards, wobei Hill mit 1.710 Yards sogar den bisherigen Franchiserekord von Mark Clayton übertraf, der in der Saison 1984 1.389 Yards gefangen hatte. Diese überragenden Leistungen verhalfen Miami, trotz fünf Niederlagen in den letzten sechs Spielen, erstmals seit 2016 wieder zu einem Playoff-Platz. Mit einer 9-8-Bilanz qualifizierte man sich als drittes Wild-Card-Team und verlor mit 31:34 bei den Buffalo Bills.
In der folgenden Off-season legte man am South Beach das Hauptaugenmerk auf die Stabilisierung der Defensive. Nachdem man den ehemaligen Head Coach der Denver Broncos Vic Fangio als Defensive Coordinator angeworben hatte, fädelte das Management einen Trade mit den Los Angeles Rams ein und lotste den sechsfachen Pro-Bowl-Cornerback Jalen Ramsey aus Kalifornien nach Florida. Zu Beginn der Saison 2023 explodierte aber erstmal die Offensive, als die Denver Broncos am 3. Spieltag mit 70-20 aus dem Hard Rock Stadium geschossen wurden. Die Dolphins waren das erste NFL-Team seit 1966, das 70 Punkte in einem Spiel erzielte, gleichzeitig die zweithöchste Punktezahl, die jemals in einem Spiel der regulären Saison erreicht wurde. Großen Anteil daran, hatten die Runningbacks Raheem Mostert, der am Ende der Spielzeit die Liga mit 18 Rushing-Touchdowns anführte und Super-Rookie De’Von Achane. Trotz aller individuellen Topmarken (Tagovailoa über 4.000 Passing-Yards, Mostert über 1.000 Rushing-Yards sowie Hill und Waddle jeweils über 1.000 Receiving-Yards) und der mit elf Siegen und sechs Niederlagen besten Saisonbilanz seit 15 Jahren, verspielten die Dolphins bei der 14-21-Heimniederlage am letzten Spieltag im direkten „Finale“ gegen die Buffalo Bills ihren ersten Divisiontitel seit 2008. Nachdem Miami bereits während der Regular-season am 5. November 2023 im Deutsche Bank Park in Frankfurt, Deutschland gegen die Kansas City Chiefs den Kürzeren gezogen hatte, musste man in den Playoffs nun zum Wild-Card-Spiel im Arrowhead Stadium antreten und war beim 7-26 gegen den späteren Super-Bowl-Sieger nahezu chancenlos. Durch den Sieg der Detroit Lions über die Los Angeles Rams am Tag darauf avancierten die Dolphins offiziell zum Team mit der längsten Durststrecke in den NFL Playoffs. Der letzte Post-season-Sieg datiert aus der Saison 1999, als die Dolphins am 9. Januar 2000 mit 20-17 bei den Seattle Seahawks gewannen.

## Teambesitzer
Der 1990 verstorbene Gründer der Miami Dolphins, Joe Robbie, hielt zu Lebzeiten sämtliche Besitzrechte. Der 1937 geborene Geschäftsmann Wayne Huizenga hatte 1990 15 % der Dolphins gekauft, seit 1994 war er neuer Alleineigentümer. Insgesamt bezahlte er für seine Anteile 168 Millionen US-Dollar.
Anfang 2008 verkaufte er 50 % des Klubs und des Stadions für 550 Millionen Dollar an den Immobilienhändler Stephen M. Ross. Darüber hinaus erwarb Ross eine Option auf weitere 45 %. Seit Januar 2009 hält Ross 95 % der Anteile an den Miami Dolphins und dem Stadion. Huizenga behielt 5 % der Anteile, und seit 2009 sind Gloria Estefan, Emilio Estefan, Fergie, Marc Anthony, Venus Williams und Serena Williams Mitbesitzer im Rahmen eines unbekannten Minderheitsanteils.

## Super Bowls
- Super Bowl VI: 3:24 gegen die Dallas Cowboys
- Super Bowl VII: 14:7 gegen die Washington Redskins
- Super Bowl VIII: 24:7 gegen die Minnesota Vikings
- Super Bowl XVII: 17:27 gegen die Washington Redskins
- Super Bowl XIX: 16:38 gegen die San Francisco 49ers

## Spieler

### Dolphins in derPro Football Hall of Fame
| Pro Football Hall of Fame Mitglieder | Pro Football Hall of Fame Mitglieder | Pro Football Hall of Fame Mitglieder | Pro Football Hall of Fame Mitglieder | Pro Football Hall of Fame Mitglieder |
| Trikotnummer                         | Name                                 | Position                             | Für Miami Aktiv                      | Jahr der Aufnahme                    |
| ------------------------------------ | ------------------------------------ | ------------------------------------ | ------------------------------------ | ------------------------------------ |
| 42                                   | Paul Warfield 1                      | WR                                   | 1970–1974                            | 1983                                 |
| 39                                   | Larry Csonka 1                       | FB                                   | 1968–1974, 1979                      | 1987                                 |
| 62                                   | Jim Langer 1                         | C                                    | 1970–1979                            | 1987                                 |
| 12                                   | Bob Griese 1                         | QB                                   | 1968–1980                            | 1990                                 |
| 66                                   | Larry Little 1                       | G                                    | 1969–1980                            | 1993                                 |
| –                                    | Don Shula 1                          | Trainer                              | 1970–1990                            | 1997                                 |
| 57                                   | Dwight Stephenson 1                  | C                                    | 1980–1987                            | 1998                                 |
| 85                                   | Nick Buoniconti 1                    | LB                                   | 1969–1976                            | 2001                                 |
| 13                                   | Dan Marino 1                         | QB                                   | 1983–1999                            | 2005                                 |
| 34                                   | Thurman Thomas                       | RB                                   | 2000                                 | 2007                                 |
| 88                                   | Cris Carter                          | WR                                   | 2002                                 | 2013                                 |
| –                                    | Bill Parcells                        | Funktionär                           | 2008–2009                            | 2013                                 |
| 55                                   | Junior Seau                          | LB                                   | 2003–2005                            | 2015                                 |
| 99                                   | Jason Taylor                         | DE                                   | 1997–2007, 2009, 2011                | 2017                                 |
| –                                    | Jimmy Johnson                        | Trainer                              | 1996–1999                            | 2021 2                               |
| –                                    | George Young                         | Funktionär                           | 1975–1978                            | 2021 2                               |
| 54                                   | Zach Thomas                          | LB                                   | 1996–2007                            | 2023                                 |

### Nicht mehr vergebene Trikotnummern
| Retired Numbers der Miami Dolphins |              |          |                 |
| Nr.                                | Spieler      | Position | Zeitraum        |
| 12                                 | Bob Griese   | QB       | 1968–1980       |
| 13                                 | Dan Marino   | QB       | 1983–1999       |
| 39                                 | Larry Csonka | FB       | 1968–1974, 1979 |

### Aktueller Kader
| Abkürzungen der Spieler-Positionen im American Football | Abkürzungen der Spieler-Positionen im American Football |
| ------------------------------------------------------- | --- |
| Offense                                                 | QB – Quarterback \| RB – Runningback \| FB – Fullback \| TE – Tight End \| E/WR – Wide Receiver \| T – Tackle \| G – Guard \| C – Center |
| Defense                                                 | DT – Defensive Tackle \| DE – Defensive End \| NT – Nose Tackle \| LB – Linebacker \| ILB – Inside Linebacker \| MLB – Middle Linebacker \| OLB – Outside Linebacker \| CB – Cornerback \| NB – Nickelback \| FS – Free Safety \| SS – Strong Safety |
| Special Teams                                           | K – Kicker \| P – Punter \| KS – Kicking Specialist \| KOS – Kickoff Specialist \| LS – Long Snapper \| RS – Return Specialist \| KOR/KR – Kick Returner \| PR – Punt Returner \| PP – Punt Protector                                                |

## Trainer (Head Coaches)

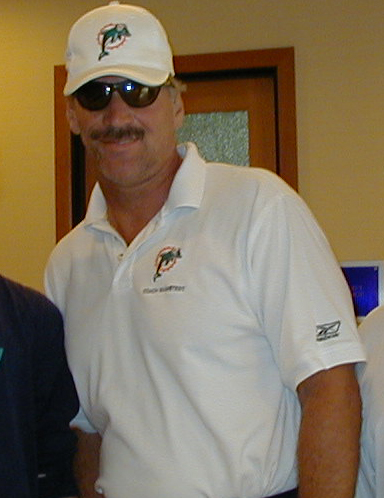
Dave Wannstedt war von 2000 bis 2004 Headcoach der Dolphins.

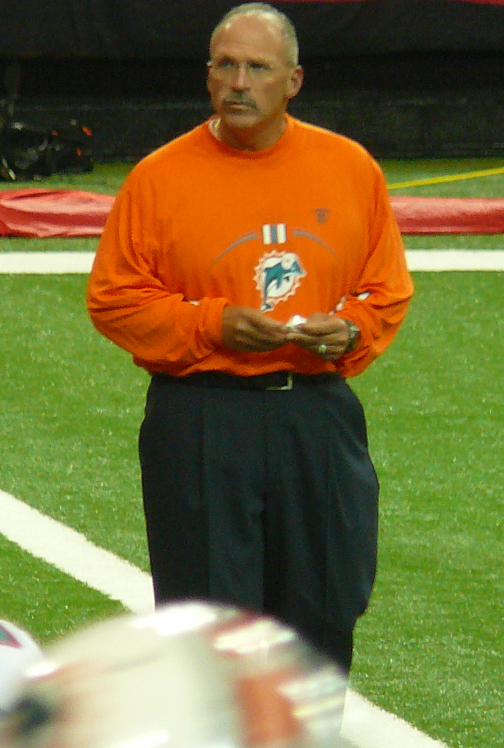
Tony Sparano war von 2008 bis 2011 Headcoach der Dolphins.

| #         | Reihenfolge der Trainer                              |
| Spiele    | Spiele als Trainer                                   |
| S         | Siege                                                |
| N         | Niederlagen                                          |
| U         | Unentschieden                                        |
| Gewonnen% | Siegquote                                            |
|           | Ausschließlich bei den Dolphins als Head Coach aktiv |

| #              | Name                         | Zeitraum       | Regular Season | Regular Season | Regular Season | Regular Season | Regular Season | Play-offs      | Play-offs      | Play-offs      | Erfolge/Auszeichnungen                                       | Referenz       |
| #              | Name                         | Zeitraum       | Spiele         | S              | N              | U              | Gewonnen%      | Spiele         | S              | N              | Erfolge/Auszeichnungen                                       | Referenz       |
| Miami Dolphins | Miami Dolphins               | Miami Dolphins | Miami Dolphins | Miami Dolphins | Miami Dolphins | Miami Dolphins | Miami Dolphins | Miami Dolphins | Miami Dolphins | Miami Dolphins | Miami Dolphins                                               | Miami Dolphins |
| -------------- | ---------------------------- | -------------- | -------------- | -------------- | -------------- | -------------- | -------------- | -------------- | -------------- | -------------- | ------------------------------------------------------------ | -------------- |
| 1              | George Wilson                | 1966–1969      | 56             | 15             | 39             | 2              | 0,278          | –              | –              | –              |                                                              | [ 72 ]         |
| 2              | Don Shula                    | 1970–1995      | 392            | 257            | 133            | 2              | 0,659          | 31             | 17             | 14             | UPI NFL Trainer des Jahres (1970, 1972) Super Bowl VII, VIII | [ 73 ]         |
| 3              | Jimmy Johnson                | 1996–1999      | 64             | 36             | 28             | 0              | 0,563          | 5              | 2              | 2              |                                                              | [ 74 ]         |
| 4              | Dave Wannstedt               | 2000–2004      | 73             | 42             | 31             | 0              | 0,575          | 3              | 1              | 2              |                                                              | [ 75 ]         |
| 5              | Jim Bates                    | 2004           | 7              | 3              | 4              | 0              | 0,429          | –              | –              | –              |                                                              | [ 76 ]         |
| 6              | Nick Saban                   | 2005–2006      | 32             | 15             | 17             | 0              | 0,469          | –              | –              | –              |                                                              | [ 77 ]         |
| 7              | Cam Cameron                  | 2007           | 16             | 1              | 15             | 0              | 0,063          | –              | –              | –              |                                                              | [ 78 ]         |
| 8              | Tony Sparano 1               | 2008–2011      | 61             | 29             | 32             | 0              | 0,475          | 1              | 0              | 1              |                                                              | [ 79 ]         |
| 9              | Todd Bowles                  | 2011           | 3              | 2              | 1              | 0              | 0,667          | –              | –              | –              |                                                              | [ 80 ] [ 81 ]  |
| 10             | Joe Philbin                  | 2012–2015      | 52             | 24             | 28             | 0              | 0,461          | –              | –              | –              |                                                              | [ 82 ] [ 83 ]  |
| 11             | Dan Campbell (Interimscoach) | 2015           | 12             | 5              | 7              | 0              | 0,417          | –              | –              | –              |                                                              | [ 84 ] [ 85 ]  |
| 12             | Adam Gase                    | 2016–2018      | 48             | 23             | 25             | 0              | 0,479          | 1              | 0              | 1              |                                                              | [ 86 ] [ 87 ]  |
| 13             | Brian Flores                 | 2019–2021      | 49             | 24             | 25             | 0              | 0,490          | –              | –              | –              |                                                              | [ 88 ]         |
| 14             | Mike McDaniel                | 2022–          | 51             | 28             | 23             | 0              | 0,549          | 2              | 0              | 2              |                                                              | [ 89 ]         |

## Cheerleader

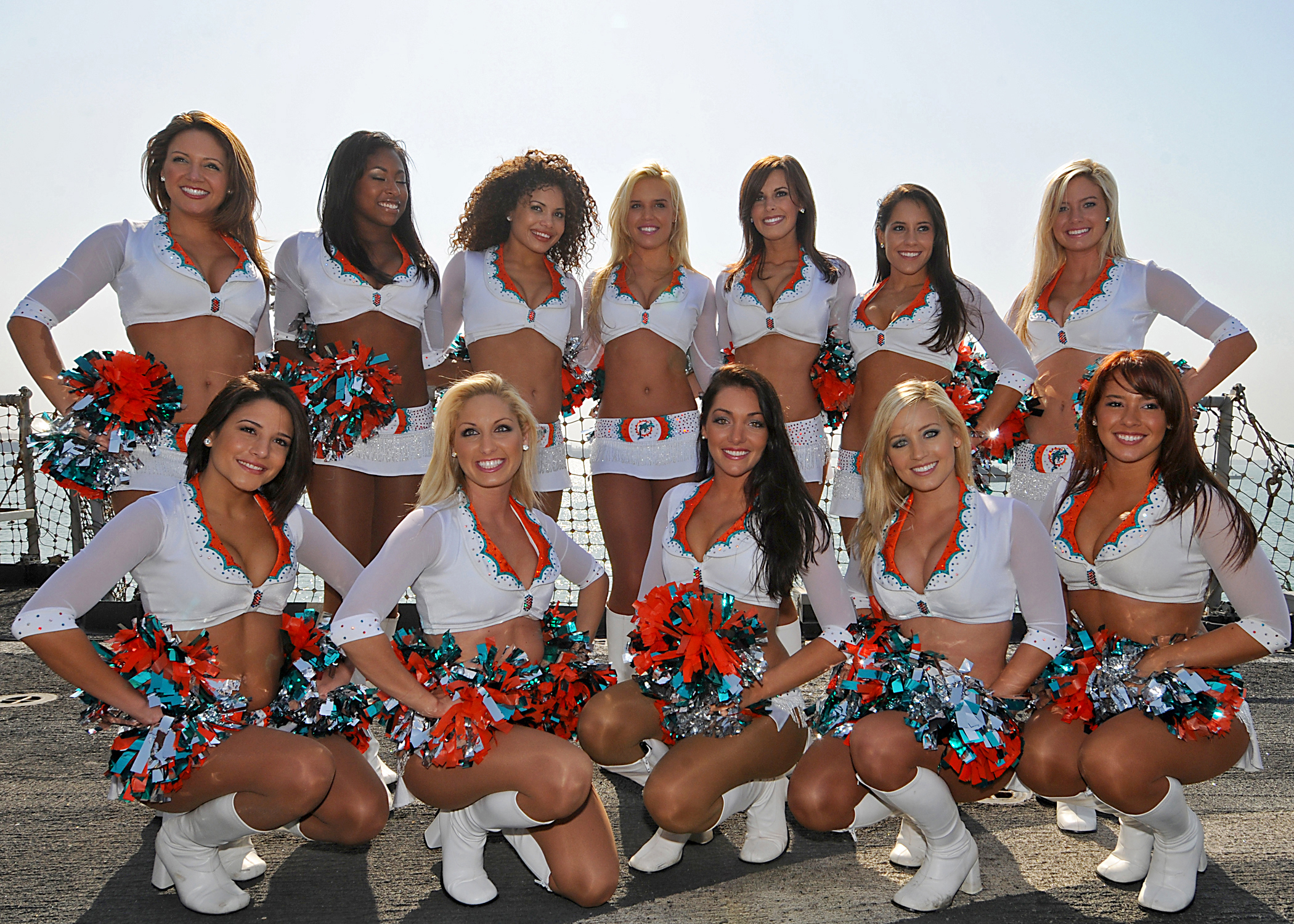
Mitglieder des Miami Dolphins Cheerleading Teams 2009

Die Cheerleader des Teams sind heute bekannt als Miami Dolphins Cheerleaders. Von der Gründung der Miami Dolphins 1966 bis zum Jahr 1977 bestand die Cheerleadergruppe der „Dolphin Dolls“ aus 125 Mädchen und Frauen im Alter von acht bis 18 Jahren. Diese Amateurgruppe wurde 1978 durch die „Dolphin Starbrites“ abgelöst, deren etwa 30 Mitglieder erstmals professionelle Cheerleader des Teams waren. Nach einem Wettbewerb zur Namensgebung der Cheerleadingformation wurde sie 1983 neu umbenannt in „Miami Dolphins Cheerleaders“. Neben der Teilnahme an Heimspielen der Miami Dolphins und diversen lokalen Auftritten in Miami-Dade County werden während des gesamten Jahres internationale Auftritte, Fotoshootings sowie Besuche bei U.S. Militäreinheiten in Übersee und verschiedenen Hilfsorganisationen absolviert.

## Bilanzen und Rekorde
Miami Dolphins/Zahlen und Rekorde stellt wichtige Rekorde bei den Dolphins, die Saisonbilanzen und die Erstrunden Draft-Picks seit 1966 dar.